# Idlib
Idlib (em árabe: إدلب, alternativamente Edlib ou Idleb), é uma cidade no noroeste da Síria, opera como a capital da distrito de mesmo nome e fica a 59 quilômetros (37 mi) sudoeste de Alepo, no norte da Síria. Tem uma elevação de quase 500 metros (1 600 pé) acima do nível do mar. Desde o início da Guerra Civil Síria em 2011, a cidade foi tomada por milícias rebeldes e em 2017 tornou-se a sede do Governo da Salvação Síria, que controlou de fato a província, em conjunto com Tahrir al-Sham. 
No censo de 2004, realizdo pelo Escritório Central de Estatísticas da Síria, Idlibtinha uma população de 98.791 e em 2010 a população era de cerca de 165.000. Antes do início da [Guerra Civil Síria]] em 2011, os habitantes eram em sua maioria muçulmanos sunitas, embora houvesse uma minoria significativa de cristãos. Idlib é dividido em seis distritos principais: Ashrafiyeh (o mais populoso), Hittin, Hejaz, Downtown, Hurriya, and al-Qusur.
Um importante centro agrícola da Síria, a área de Idlib também é historicamente significativa, contendo muitas "cidades mortas" e relatos feitos pelo homem e Tels. Idlib contém a antiga cidade de Ebla, que já foi a capital de um reino poderoso.  Os antigos reinos de Nuhašše e Luhuti
floresceram no território do atual Governorato durante as idades Bronze e Ferro.